# Royal Air Force
Pour les articles homonymes, voir Air Force et RAF.
La Royal Air Force (« Force aérienne royale » en français, abrégée en RAF) est la force aérienne de l'armée britannique. Elle forme avec la British Army et la Royal Navy les Forces armées britanniques. Sa devise (motto) est Per Ardua ad Astra qui signifie « À travers l'adversité jusqu'aux étoiles ».
La Royal Air Force est créée le 1er avril 1918, devenant la première force aérienne indépendante du monde, par regroupement des Royal Flying Corps (RFC) et Royal Naval Air Service (RNAS)

## Historique

### La Première Guerre mondiale
La Royal Air Force est l'héritière du Royal Flying Corps, son nom a changé en avril 1918. Ses principaux chasseurs étaient le Sopwith Camel et le SE.5a. À sa création, elle aligne 20 000 avions[réf. nécessaire] et 300 000 hommes et participe aux dernières opérations du premier conflit mondial.
La position insulaire de l'île fonda la doctrine à venir du bombardement stratégique[réf. nécessaire].

### L'entre-deux-guerres
Au lendemain de la guerre, les contraintes budgétaires entrainent une vive concurrence pour obtenir des moyens entre les 'services' -Army, Navy et Air Force. L'existence même de la RAF est parfois remise en cause.
Pour démontrer son utilité, la RAF joua le rôle de police du ciel de l'Empire britannique en soutien aux maigres forces de la British Army dispersée à travers le monde. La Royal Air Force se déploie dans le cadre d’une doctrine nommée Air Control.
En mai 1919, lors de la troisième guerre anglo-afghane, une tonne de bombes est larguée quotidiennement contre l’Afghanistan, principalement sur la ville de Jalalabad, sans que les Afghans aient la capacité de répliquer. Un maximum de deux tonnes de bombes par jour sera atteint. Le 24 mai 1919, Kaboul est également bombardée. Le Palais royal est partiellement touché, ce qui met fin à la guerre.
En 1920, éclate en Irak, passant alors sous mandat britannique de la SDN, une rébellion. Celle-ci est matée par voie aérienne. La Royal Air Force au cours de nombreuses missions totalisant 4 000 heures de vol, emploie 97 tonnes de bombes, 183 000 munitions et n’enregistre que 9 tués, 7 blessés et 11 appareils détruits. Environ 9 000 rebelles perdent la vie dans ce conflit. Certains seront victimes de gaz de combat de type moutarde, voire d’armes au phosphore.
La RAF organisa la première grande évacuation par voie aérienne entre décembre 1928 et février 1929 lors du pont aérien de Kaboul (en) où 586 étrangers et personnalités durent quitter la capitale afghane lors d'une guerre civile,.
Par ailleurs, dans les années 1920, sous l'impulsion notamment de Trenchard, la RAF devait nourrir et exploiter le thème d'une French Menace et orienter sa planification stratégique dans la perspective, bien hypothétique, d'une guerre contre la France.
En 1938, l'effectif est de 35 000 personnes.

### La Seconde Guerre mondiale

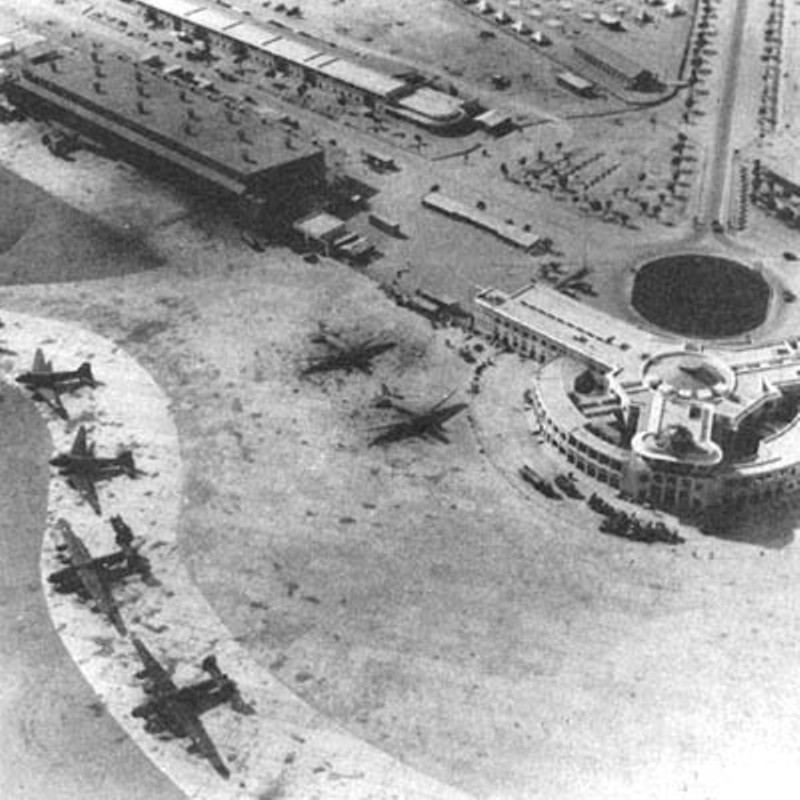
Des avions de la Royal Air Force à l'aéroport de Karachi pendant la Seconde Guerre mondiale.

Elle a joué un rôle considérable lors de la Seconde Guerre mondiale, sa RAF Advanced Air Striking Force à combattu en France durant la campagne de France et du évacuer vers la Grande-Bretagne. Son moment de gloire à lieu lors de la bataille d'Angleterre, où sa résistance, confortée par l'atout technique que représentaient les radars britanniques, a permis au Royaume-Uni de ne pas perdre le contrôle des airs qui eût été indispensable à la Wehrmacht pour toute tentative d'invasion des îles Britanniques.
Des centaines de pilotes polonais, tchèques, français et belges réfugiés en Grande-Bretagne ont participé à la bataille d'Angleterre et ont formé plus tard des escadrilles nationales qui combattirent sur divers fronts, principalement en Europe, mais aussi en Afrique.
Après la victoire de la bataille d'Angleterre, la Royal Air Force a contribué à mettre sous pression les régions de l'Allemagne qui étaient à sa portée. Les bombardements les plus massifs furent ceux de Hambourg (opération Gomorrah), Berlin et de Dresde, villes qui subirent des dégâts considérables. Les escadres de bombardement britanniques opéraient surtout la nuit, relayant les escadres américaines opérant pendant la journée.

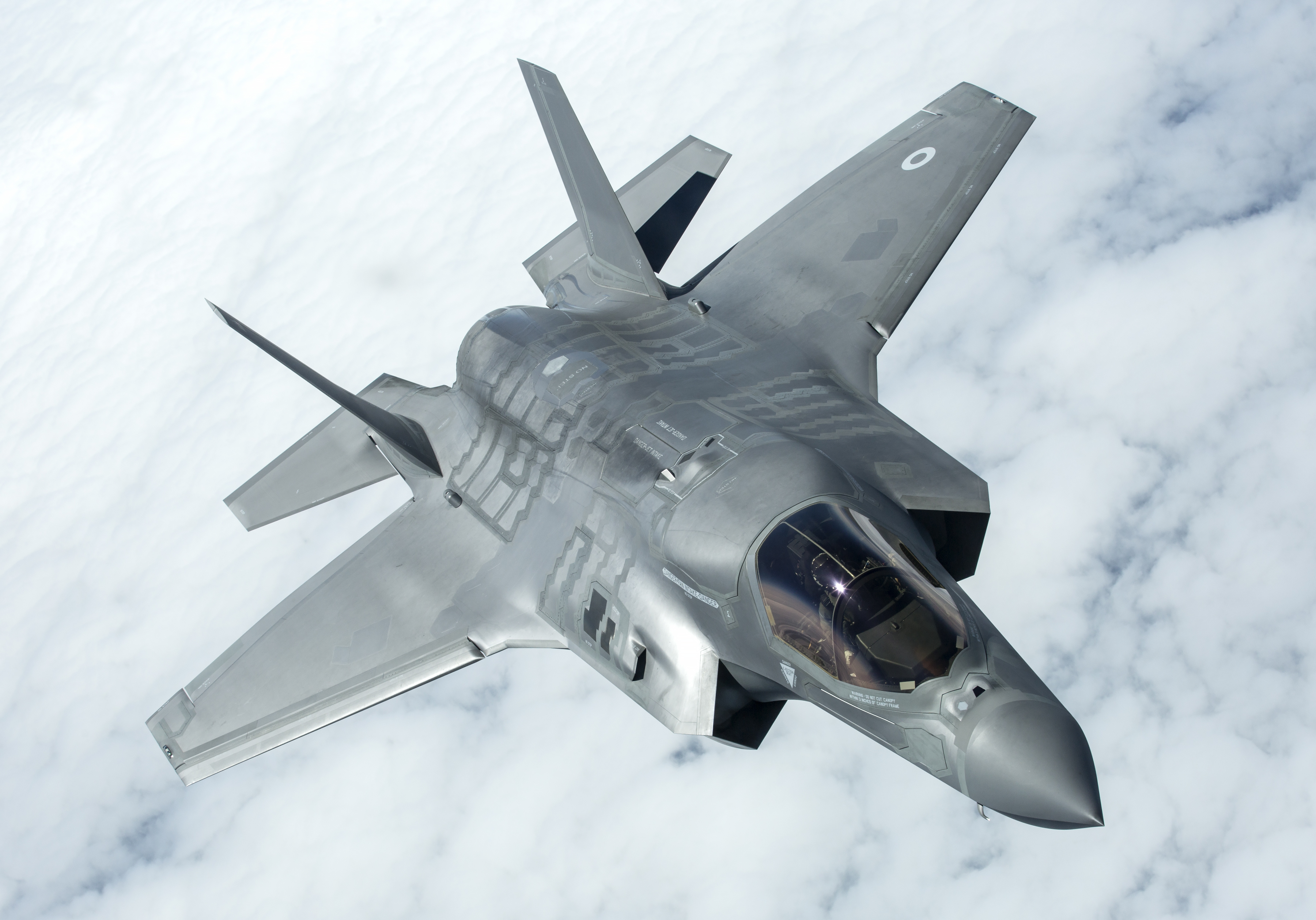
F-35B, l’avion de chasse le plus moderne de la RAF.

La RAF de l'époque était divisée en trois grands commandements, le Fighter Command (commandement de la Chasse), le Bomber Command (commandement du Bombardement) et le Coastal Command (commandement côtier). Par contre la Fleet Air Arm ne faisait pas partie de la RAF mais de la Royal Navy.
L'unité de base tant en chasse qu'en bombardement était le squadron, correspondant au groupe français. Les squadrons étaient souvent regroupés en wings (escadres) ou en groups (régiments) dans les bases importantes. Les squadrons de chasse étaient divisés en flights (escadrilles), eux-mêmes divisés en patrouilles de trois, puis quatre appareils. Trois forces aériennes tactiques furent créées durant le conflit pour le soutien des troupes au sol dont le Second Tactical Air Force. Notons un Balloon Command disposant à son pic d'activité de 33 000 personnels chargés des 2 000 ballons captifs de défense antiaérienne flottant en continu à partir de 1940 en Grande-Bretagne et un RAF Ferry Command rapatriant les avions construits en Amérique du Nord.
L'ensemble des pertes aériennes de la RAF sur les théâtres d'opérations d'Europe et de Méditerranée sera au 8 mai 1945 de 11 968 bombardiers et 10 061 chasseurs détruits et 79 281 personnels manquants.
Le Premier ministre en exercice, Winston Churchill, résuma en 1940 l'importance du rôle joué par la Royal Air Force dans une formule passée à la postérité : « Jamais tant de gens n'ont dû autant à si peu ».

#### Bataille de France
Bien que peu connu du grand public français, l'effort aérien britannique fut important dans la bataille de France.
Au 10 mai 1940, la RAF avait engagé 416 avions dont 92 chasseurs et 192 bombardiers sur le sol français. Cette force aérienne, la BAFF (British Air Forces in France (en)) était sous le commandement de l’Air Marshal Barratt (en) et se subdivisait à son tour en Advanced Air Striking Force (AASF) supposée épauler l'armée de l'air française et l’Air Component of the British Expeditionary Force (BEF) chargée de soutenir le corps expéditionnaire britannique.
Au 30 mai, 35 chasseurs (sur 650 possédés par le Royaume-Uni) et 40 bombardiers (sur 286) étaient en France.
Elle a perdu 959 avions et eu 1 526 tués, blessés et disparus (pertes légèrement supérieures à celles de l'armée de l'air française) et revendique 940 victoires (vraisemblablement autour de 500 victoires) et 3 968 tonnes de bombes larguées.

#### Royal Air Force Bomber Command
Les équipages de bombardiers de ce commandement eurent de très lourdes pertes. Sur les 89 119 hommes d'équipage, 48 876 furent tués dont 450 parmi les 10 510 faits prisonniers. Au total, seul 27 % des effectifs survécut à un tour de 30 opérations.
12 726 avions furent détruits dont 928 à l'entraînement.

#### Les non-Britanniques dans la RAF
L'une des forces de la RAF fut d'assimiler de nombreuses nationalités venues de l'ensemble de l'Empire britannique, des nations occupées par l'Allemagne nazie et des volontaires des États-Unis.
Les dominions du Commonwealth lui ont apporté 24 squadrons australiens, 47 canadiens, 12 indiens, 6 néo-zélandais et 26 sud-africains.
La RAF forma un total de 45 escadrons et 2 escadrilles de Belges, Danois, Égyptiens, Français, Grecs, Néerlandais, Norvégiens, Polonais, Tchécoslovaques et Yougoslaves. Trois escadrons de volontaires américains formés entre septembre 1940 et 1941 furent transférés à la 8th USAAF le 29 septembre 1942.

##### Escadrons français de la Seconde Guerre mondiale dans la RAF
3 500 Français, dans l'immense majorité des Forces aériennes françaises libres, servirent au total dans la RAF.
- Groupe de chasse Île-de-France, le 340th « Free French » Squadron, formé sur Spitfire ;
- Groupe de chasse Alsace, le 341st « Free French » Squadron, formé sur Spitfire ;
- Groupe de bombardement Lorraine, le 342nd « Free French » Squadron, formé sur Boston ;
- Groupe de Chasse 2/7 Nice, 326th Squadron, formé sur Spitfire fin 1942 ;
- Groupe de Chasse 1/3 Corse, 327th Squadron, formé sur Spitfire fin 1942 ;
- Groupe de Chasse 1/7 Provence, 328th Squadron, formé sur Spitfire en septembre 1943 ;
- Groupe de Chasse 1/2 Cigognes, 329th Squadron, formé sur Spitfire fin 1942 ;
- Flottille 7F, 343rd Squadron, formé sur Short S.25 Sunderland en 1943 ;
- Flottille 2F, 344th Squadron, formé sur Vickers Wellington en 1943 ;
- Groupe de Chasse 2/7 Berry, 345th Squadron Berry, formé sur Spitfire en avril 1944[14] ;
- Groupe de bombardement lourd 2/23 Guyenne, le 346th Squadron formé sur Halifax en 1944 ;
- Groupe de bombardement lourd 1/25 Tunisie, le 347th Squadron formé sur Halifax en 1944.

##### Escadrons belges de la Seconde Guerre mondiale dans la RAF
Dès le début de la guerre aérienne, dans la bataille d'Angleterre, 28 Belges ont combattu dans le ciel anglais.
Plus tard, l'aviation militaire belge se reconstitua en deux Squadrons de chasse qui combattirent jusqu'à la fin de la guerre.
- La 350e escadrille qui sera commandée, durant un temps, par Michel Donnet, évadé de Belgique en avion.
- La 349e escadrille, d’abord basée au Nigeria, ensuite envoyée en Angleterre.

À la fin de la guerre, plus de 1 250 Belges avaient servi dans la RAF, outre 227 Belges dans l'aviation de la South African Air Force engagée en Éthiopie et en Égypte et plusieurs dizaines de Belges dans l'U.S. Army Air Force.

##### Escadrons polonais de la Seconde Guerre mondiale dans la RAF
Dès août 1940, les forces armées polonaises repliées en Grande-Bretagne à la suite du Gouvernement polonais en exil, formèrent au sein de la RAF un certain nombre de squadrons, notamment de chasse. Le plus célèbre squadron polonais, qui s'illustra au cours de la Bataille d'Angleterre, fut la 303e escadrille de chasse polonaise. Au total, quinze escadrilles polonaises opérèrent au sein de la RAF (dont huit de chasse, quatre de bombardement, deux de reconnaissance de chasse, etc.). L'effectif engagé de 1940 à 1947 a été de 17 000 Polonais.
- 300 "Masovia" Polish Bomber Squadron (en) (Ziemi Mazowieckiej)
- 301 "Pomerania" Polish Bomber Squadron (en) (Ziemi Pomorskiej)
- 302 "City of Poznań" Polish Fighter Squadron (Poznański), formé en juillet 1940
- 303 "Kościuszko" Polish 9Fighter Squadron (Warszawski imienia Tadeusza Kościuszki), formé en juillet 1940
- 304 "Silesia" Polish Bomber Squadron (en) (Ziemi Śląskiej imienia Ksiecia Józefa Poniatowskiego)
- 305 "Greater Poland" Polish Bomber Squadron (en) (Ziemi Wielkopolskiej imienia Marszałka Józefa Piłsudskiego)
- 306 "City of Toruń" Polish Fighter Squadron (Toruński), formé en août 1940
- 307 "City of Lwów" Polish Fighter Squadron (Lwowskich Puchaczy), formé en août 1940
- 308 "City of Kraków" Polish Fighter Squadron (Krakowski), formé en septembre 1940
- 309 "Czerwień" Polish Fighter-Reconnaissance Squadron (Ziemi Czerwieńskiej), formé en octobre 1940
- 315 "City of Dęblin" Polish Fighter Squadron (Dębliński), formé en janvier 1941
- 316 "City of Warsaw" Polish Fighter Squadron (Warszawski), formé en février 1941
- 317 "City of Wilno" Polish Fighter Squadron (Wileński), formé en février 1941
- 318 "City of Gdańsk" Polish Fighter-Reconnaissance Squadron (Gdański), formé en mars 1943
- 663 Polish Artillery Observation Squadron (en)
- Polish Fighting Team (Skalski's Circus), formé en octobre 1943

### LeXXIesiècle

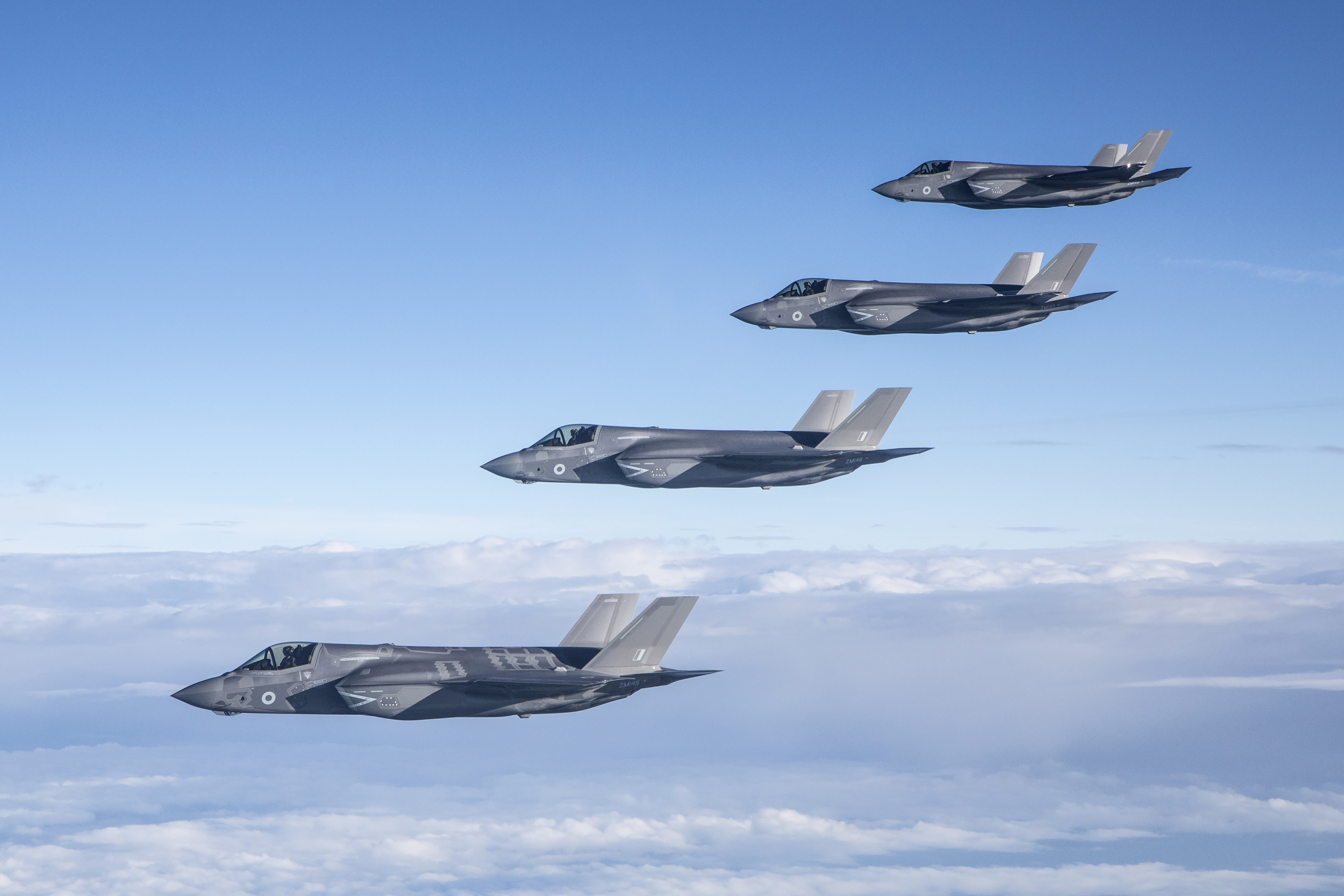
Plusieurs F-35B de la RAF en vol.

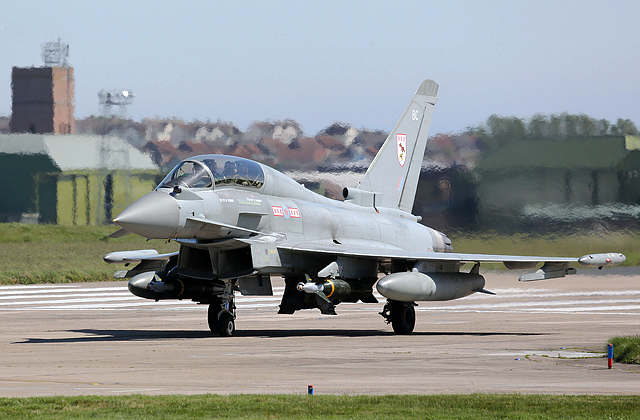
Un Typhoon de la RAF.

On assiste au début de ce siècle à une fonte rapide des effectifs et de la flotte d'avions de combat. En date de 2015, avec le retrait des Tornados, on estime que la RAF aurait 129 chasseurs en 2019.
En février 2013, 100 Eurofighter Typhoon sont en service. En 2015, on déclare qu'ils seront, dans les années 2020, 84 en première ligne, répartis dans 7 squadrons de 12 appareils et resteront en service jusqu'en 2040. Un total de 160 ayant été livrés entre 2003 et 2019.
Depuis le retrait de ses E-3D Sentry AEW Mk 1 le 4 août 2021, les missions de détection et de commandement aéroporté au service de la RAF sont effectuées par les E-3D de l'OTAN, principalement ceux de l'Armée de l'air et de l'espace de la France.
En termes d'effectifs, au 1er octobre 2015, la RAF dispose de 31 250 militaires à plein temps, et prévoit à cette date 31 750 militaires en 2020.
Le coût de la formation de pilotes a très fortement augmenté, passant de 15 000 £ durant la Seconde Guerre mondiale à parfois plus de 4 000 000 £ en 2011 tandis que le nombre de pilotes en cours de formation a fortement régressé au Royaume-Uni, passant de plusieurs milliers dans les années 1940 à une fourchette comprise entre 300 et 400 dans les années 2010.
Elle est engagée au combat au début de ce siècle en Afghanistan à partir de 2002 puis en Irak à partir de 2003, en Libye en 2011. Dans le cadre de l'Opération Shader au sein de la Coalition internationale en Irak et en Syrie, entre septembre 2014 et septembre 2019, elle a largué un total de 4 215 bombes et missiles.

## Organisation
Contrairement à l'Armée de l'air française ou à la United States Air Force, les titres des officiers et personnel dans la Royal Air Force ont des noms différents de ceux dans l'Armée de terre.

### Les grades d'officiers dans laRoyal Air Force
| Grade                                                         | Raies de manche pour uniforme ordinaire | Raies de manche pour uniforme de parade | Détails du uniforme No. 1 Service Dress | Bande de commande | Code d'OTAN |
| ------------------------------------------------------------- | --------------------------------------- | --------------------------------------- | --------------------------------------- | ----------------- | ----------- |
| maréchal de la Royal Air Force Marshal of the Royal Air Force |                                         |                                         |                                         |                   | OF-10       |
| chef maréchal de l'air Air chief marshal                      |                                         |                                         |                                         |                   | OF-9        |
| maréchal de l'air Air marshal                                 |                                         |                                         |                                         |                   | OF-8        |
| vice-maréchal de l'air Air vice-marshal                       |                                         |                                         |                                         |                   | OF-7        |
| commodore de l'air Air commodore                              |                                         |                                         |                                         |                   | OF-6        |
| capitaine de groupe Group captain                             |                                         |                                         |                                         |                   | OF-5        |
| commandant de vol Wing commander                              |                                         |                                         |                                         |                   | OF-4        |
| chef d'escadron Squadron leader                               |                                         |                                         |                                         |                   | OF-3        |
| lieutenant d'escadron Flight lieutenant                       |                                         |                                         |                                         | -                 | OF-2        |
| officier volant Flying officer                                |                                         |                                         |                                         | -                 | OF-1        |
| pilote officier Pilot officer                                 |                                         |                                         |                                         | -                 | OF-1        |

## Personnel

### Personnalités
- Douglas Bader : pilote, chef d'escadron, as de la Seconde Guerre mondiale ; amputé des deux jambes ;
- Johnny Baldwin : pilote de chasseur-bombardier, chef d'escadron, as de la RAF ;
- Helen Harrison-Bristol : première pilote de traversier auxiliaire canadien du transport aérien pendant la Seconde Guerre mondiale ;
- Leonard Cheshire : pilote de bombardiers, observateur britannique officiel pendant le bombardement de Nagasaki et fondateur d'associations de bienfaisance ;
- Lee Crooks : ancien footballeur professionnel de haut niveau (Manchester City notamment), reconverti après sa carrière de sportif ;
- Roald Dahl : as de la Seconde Guerre mondiale, plus connu pour ses histoires pour enfants ;
- Hugh Dowding : chef du Fighter Command durant la bataille d'Angleterre ;
- Guy Gibson : il mena le raid des Dam Busters en 1943, qui conduisit à la destruction de deux grands barrages de la Ruhr ;
- Ray Hanna : pilote, instructeur, chef des Red Arrows, collectionneur de warbirds ;
- Johnnie Johnson : pilote détenant le record britannique du nombre de victoires aériennes pendant la Seconde Guerre mondiale ;
- Peter Townsend : as de la bataille d'Angleterre, son idylle avec la Princesse Margaret du Royaume-Uni défraya la chronique ;
- Hugh Trenchard : fondateur de la Royal Air Force ;
- Peter Twiss : premier pilote à voler à plus de 1 000 km/h ;
- Frank Whittle : pilote et père de l'aviation à réaction ;
- William, prince de Galles : pilote d'hélicoptère.
- Bertie Joyce, pilote pendant la Seconde Guerre Mondiale.

## Équipements

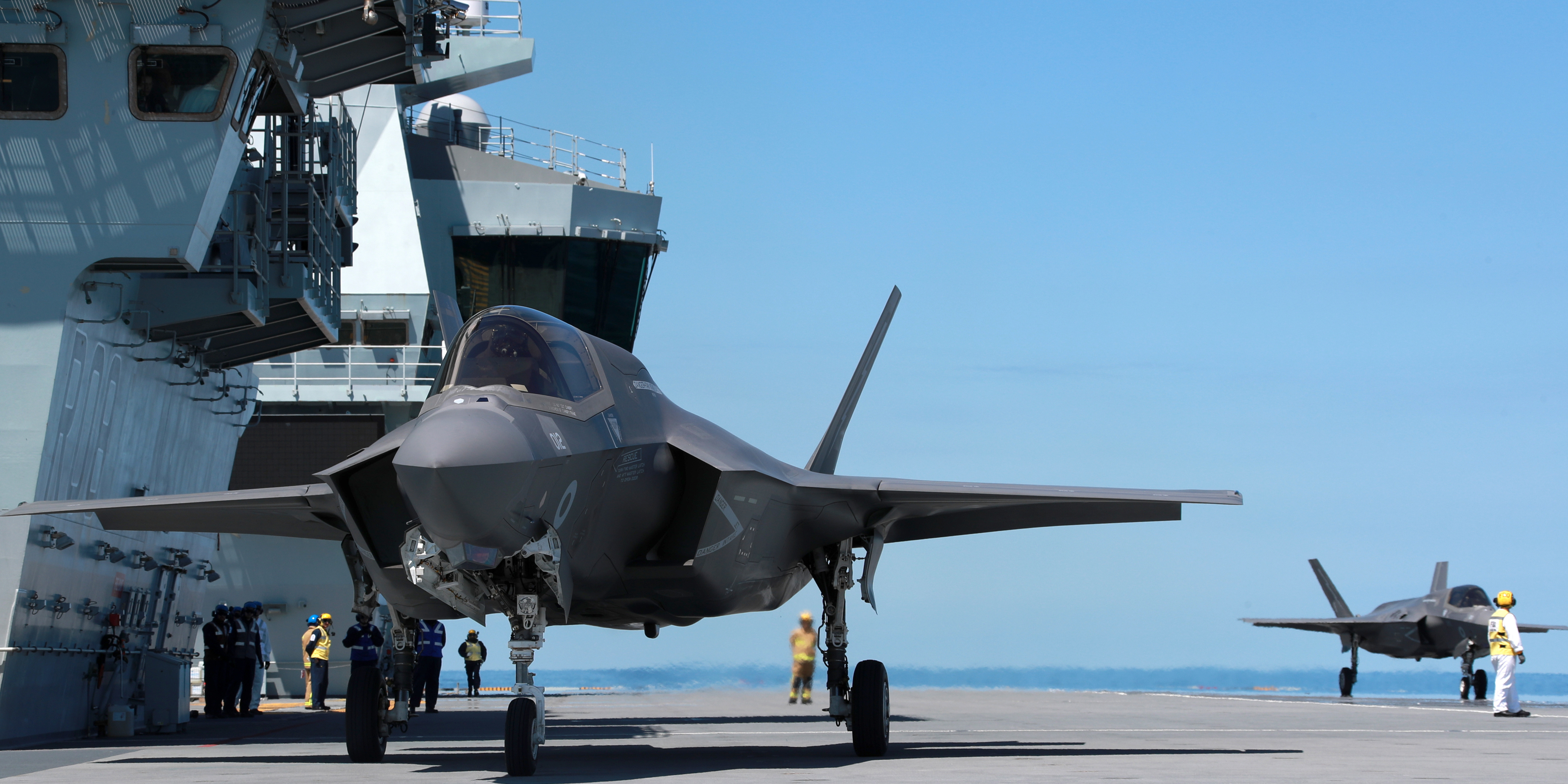
F-35B Lightning II sur le pont du.

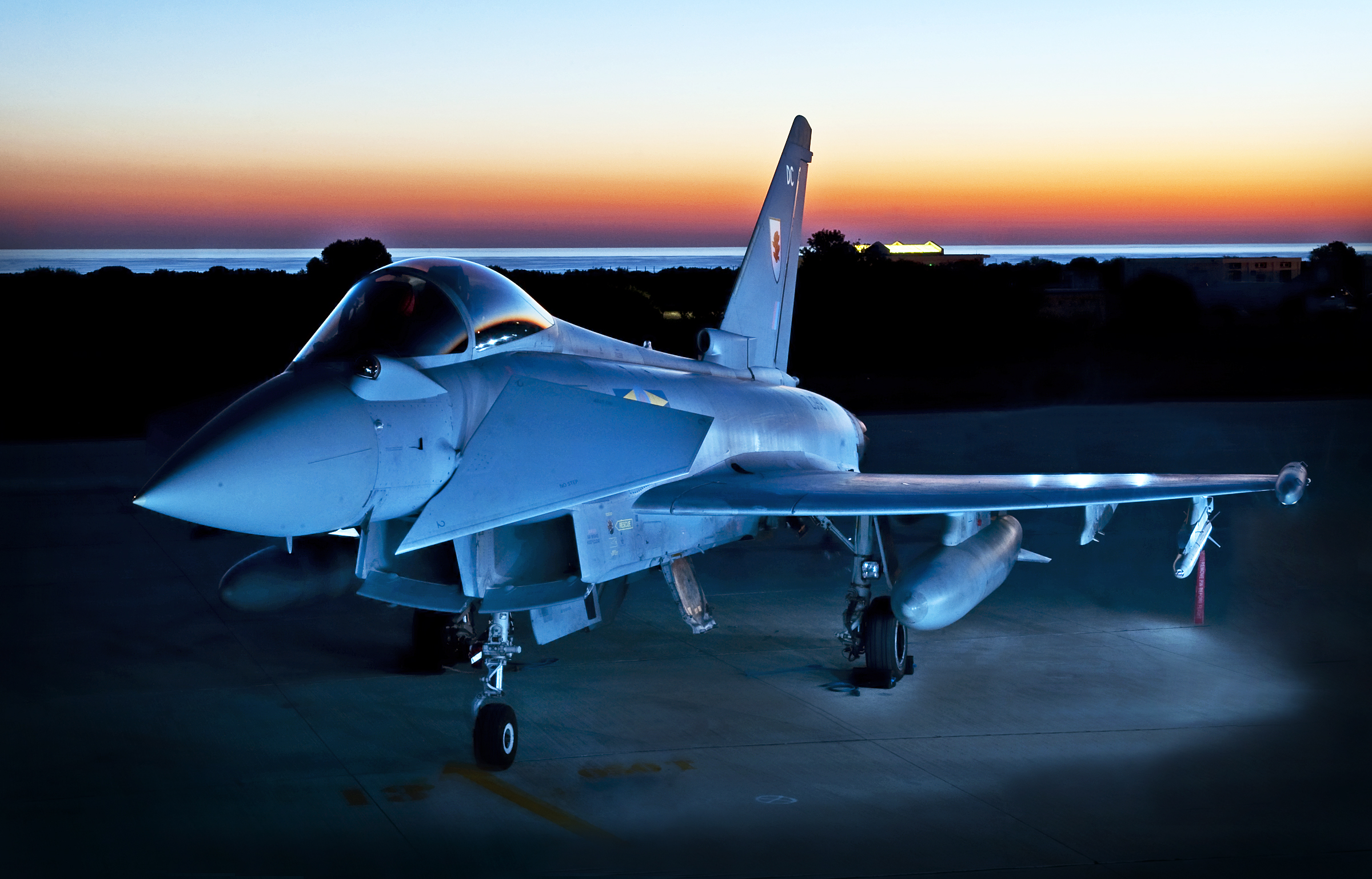
Un Eurofighter Typhoon à Akrotiri.

| Flotte                         | Origine     | Rôle                                                                            | Version                                         | Nombre en service | Nombre en service                                      | Nombre en service   |
| ------------------------------ | ----------- | ------------------------------------------------------------------------------- | ----------------------------------------------- | ----------------- | ------------------------------------------------------ | ------------------- |
| Flotte                         | Origine     | Rôle                                                                            | Version                                         | 2021              | 2022[réf. nécessaire]                                  | 2023 (Au 1er avril) |
| Eurofighter Typhoon            | Royaume-Uni | Combat multirôle                                                                | Typhoon FGR Mk-4 Typhoon T Mk-3                 | 103 22            | 160 perçus au total entre 2003 et le 27 septembre 2019 | 130                 |
| F-35 Joint Strike Fighter      | États-Unis  | Combat multirôle                                                                | F-35 B                                          | 18                | 20                                                     | 34                  |
| British Aerospace Hawk         | Royaume-Uni | Entraînement avancé et présentations officielles                                | Hawk T Mk-1 Hawk T Mk-2                         | 103 28            | 103 28                                                 | 70 50               |
| Grob Tutor                     | Allemagne   | Entrainement initial                                                            | Tutor T Mk-1                                    | 118               | 118                                                    | 91                  |
| Boeing-Vertol Chinook          | États-Unis  | Transport et assault                                                            | Chinook HC Mk-4 Chinook HC Mk-5 Chinook HC Mk-6 | 38 8 6            | 38 8 6                                                 | 60                  |
| Westland Puma                  |             | Transport et assault                                                            | Puma HC Mk-2                                    | 24                | 24                                                     | 23                  |
| Airbus Defense & Space Atlas   | Multiple    | Transport tactique et stratégique                                               | Atlas C Mk-1                                    | 7                 | 20                                                     | 20                  |
| Beechcraft Shadow              | États-Unis  | Reconnaissance tactique et guerre électronique                                  | Shadow R Mk-1                                   | 6                 | 6                                                      | 8                   |
| Airbus Defense & Space Voyager | Multiple    | Ravitaillement en vol et soutien logistique                                     | Voyager KC Mk-2 Voyager KC Mk-3                 | 7 5               | 7 5                                                    | 9                   |
| C-17 Globemaster III           | États-Unis  | Transport stratégique                                                           | Globemaster C Mk-1                              | 8                 | 8                                                      | 8                   |
| Raytheon Sentinel              | Canada      | Reconnaissance stratégique et tactique                                          | Sentinel R Mk-1                                 | 5                 | 5                                                      | 4                   |
| Boeing Airseeker               | États-Unis  | Reconnaissance stratégique et espionnage aérien                                 | Airseeker R Mk-1                                | 1                 | 3                                                      | 3                   |
| British Aerospace 146          | Royaume-Uni | Transport de personnels, de hautes personnalités et soutien à la famille royale | 146 CC Mk-2 146 CC Mk-3                         | 2 2               | 2 2                                                    | 2 2                 |
| Bell Griffin                   | États-Unis  | Sauvetage et transport                                                          | Griffin HAR Mk-2                                | 4                 | 4                                                      | 3                   |
| Agusta-Westland Power          | Italie      | Liaisons et transport de la famille royale                                      | Power HCC Mk-1                                  | 1                 | 1                                                      | 1                   |
| Beechcraft Avenger             | États-Unis  | Entrainement avancé                                                             | Avenger T Mk-1 Avenger T Mk-2                   | 2 3               | 2 3                                                    | 4                   |
| Britten-Norman Islander        | Royaume-Uni | Liaisons et cartographie aérienne                                               | Britten-Norman Islander                         | 6                 | 3                                                      | 3                   |